# Клерон
Клерон (фр. Cléron) насеље је и општина у источној Француској у региону Франш-Конте, у департману Ду која припада префектури Безансон.
По подацима из 2011. године у општини је живело 314 становника, а густина насељености је износила 21,57 становника/km². Општина се простире на површини од 14,56 km². Налази се на средњој надморској висини од 580 метара (максималној 563 m, а минималној 295 m).

## Демографија
| 1962. | 1968. | 1975. | 1982. | 1990. | 1999. | 2011. |
| ----- | ----- | ----- | ----- | ----- | ----- | ----- |
| 167   | 188   | 182   | 235   | 266   | 294   | 314   |

График промене броја становника у току последњих година